# Triuris brevistylis
Triuris brevistylis là một loài thực vật có hoa trong họ Triuridaceae. Loài này được Donn.Sm. miêu tả khoa học đầu tiên năm 1891.